# فيركيوجنول
فيركيوجنول (بالفرنسية: Verquigneul)‏ هي بلدية تقع في إقليم باد كاليه من منطقة نور با دو كاليه في شمال فرنسا. تبلغ مساحة هذه المدينة 3.54 (كم²)، وترتفع عن سطح البحر م، يبلغ عدد سكانها 2042 نسمة حسب إحصاء المعهد الوطني للإحصاء والدراسات الاقتصادية سنة 2009 م. وترأس Henri Boulet البلدية خلال فترة (2008-2014).